# Tino Conti
Constantino "Tino" Conti, född den 26 september 1945 i Nibionno, är en italiensk före detta landsvägscyklist som var professionell från 1969 till 1978.

## Meriter

### Amatör
1967
 Vinnare av linjeloppet vid Medelhavsspelen
2:a totalt i Tour de l'Avenir
Vinnare av etapp 1a

### Professionell
|  | 1970 2:a i Coppa Agostoni 3:a i GP de Monaco 3:a i Trofeo Matteotti 1971 2:a i Tre Valli Varesine 1972 Vinnare av Gran Premio Industria e Commercio di Prato 1974 Vinnare av Tre Valli Varesine 2:a i Gran Premio Industria e Commercio di Prato 2:a i Giro del Veneto 2:a i Giro del Piemonte 3:a i Giro di Lombardia 3:a i Giro della Provincia di Reggio Calabria 3:a i Giro dell'Emilia 4:a totalt i Giro d'Italia | 1975 Vinnare av Giro di Toscana Vinnare av Gran Premio Industria e Commercio di Prato 3:a totalt i Giro di Puglia Vinnare av etapp 3 3:a i linjelopp vid Italienska mästerskapen 3:a i Giro della Provincia di Reggio Calabria 3:a i Trofeo Pantalica 3:a i Giro di Campania 3:a i Trofeo Matteotti 4:a i Milano–Sanremo 8:a totalt i Giro d'Italia 1976 3:a i linjelopp vid Världsmästerskapen 9:a i Giro di Lombardia 1977 Vinnare av Giro della Provincia di Reggio Calabria |